# Avdullah Hoti
Avdullah Hoti (Rahovec, 4 de febrero de 1976) es un político kosovar, primer ministro de Kosovo desde el 3 de junio de 2020 hasta el 22 de marzo de 2021. Es miembro del Partido Democrático de Kosovo (PDK).
Fue Ministro de Finanzas entre 2014 y 2017 en el gobierno de coalición entre el PDK y la Liga Democrática de Kosovo. Fue el candidato de la coalición para primer ministro en las elecciones parlamentarias de 2017. Fue líder del grupo parlamentario de la LDK desde 2017 hasta 2020, cuando asumió el cargo de primer vice primer ministro.
El 3 de junio de 2020, Hoti fue elegido primer ministro con 61 votos a favor, 24 en contra y 1 abstención. 